# Silene alaschanica
Silene alaschanica är en nejlikväxtart som först beskrevs av Carl Maximowicz, och fick sitt nu gällande namn av Gilbert François Bocquet. Silene alaschanica ingår i släktet glimmar, och familjen nejlikväxter. Inga underarter finns listade i Catalogue of Life.